# Ипиюна
Ипиюна (порт. Ipuiúna) — муниципалитет в Бразилии, входит в штат Минас-Жерайс. Составная часть мезорегиона Юг и юго-запад штата Минас-Жерайс. Входит в экономико-статистический микрорегион Позу-Алегри. Население составляет 9190 человек на 2007 год. Занимает площадь 298,893 км². Плотность населения — 33,0 чел./км².
Праздник города — 12 декабря.

## История
Город основан в 1953 году.

## Статистика
- Валовой внутренний продукт на 2005 год составляет 64 117 000,00 реалов (данные: Бразильский институт географии и статистики).
- Валовой внутренний продукт на душу населения на 2005 год составляет 6600,00 реалов (данные: Бразильский институт географии и статистики).
- Индекс развития человеческого потенциала на 2000 год составляет 0,784 (данные: Программа развития ООН).